# Tom Skinner
Tom Skinner, noto anche con lo pseudonimo di Hello Skinny (Londra, 26 gennaio 1980), è un batterista, percussionista e produttore discografico inglese.
È co-fondatore della band jazz Sons of Kemet e della band the Smile. Ha pubblicato due album sotto il suo pseudonimo. Il primo album con il proprio nome, Voices of Bishara, esce nel novembre 2022.